# Боривој Герзић
Боривој Герзић (Београд, 1959) српски је писац, преводилац и лексикограф. Његова проза, поезија, есеји и преводи објављивани су у југословенским и српским књижевним часописима (избор: Летопис Матице Српске, Београдски књижевни часопис, Писмо, Поља, Мостови, Реч, Време, Данас, Политика), приповетке и преводи извођени су на београдском радију а преводи играни у позоришту.
Дипломирао је Општу књижевност и теорију књижевности 1984. године на Филолошком факултету Универзитета у Београду.
Средином осамдесетих година прошлог века водио је Демо-позориште у биоскопу „Топчидерска звезда“ у Београду. Крајем осамдесетих (1987) основао је издавачку кућу Истар (до 2003. објављено 16 наслова), а у Студентском културном центру у Београду је организовао и водио Први скуп независних издавача Југославије (1988).
Средином деведесетих (1994-2000) био је уредник београдског часописа за савремену културу Етерна са Снежаном Ранковић, а од 1997. до 2000. главни уредник програма Дома омладине Београда. Књижару Маћадо покренуо је у Београду (2002–2008), као и Домаћу галерију у оквиру књижаре. Радио је и као возач, кувар, физички радник, продавац, хотелски службеник, наставник, књижар, таксиста. Од 2010. године потпуно се посветио писању, а од 2013. живи на свом имању на обронцима Трешњевачке долине код Рудника.
Члан је Српског књижевног друштва и Удружења књижевних преводилаца Србије.
У децембру 2024. године, Народна библиотека Србије организовала је програм под називом „Боривој Герзић, човек и дело” посвећен његовом стваралаштву.

## Проза и поезија
Прву књигу, Тророг, објавио је 1987. као самиздат са Милицом Томић и Радишом Црним. Следе збирке прича Мало горе и распашће се под псеудонимом Балк Гудур (1992) и Манијева завршница (1995). Наредне три – Један живот какав јесте (2012), Последње ствари (2014) и Прича. Љубав (2016) у издању Рендета, ушле су у најужи избор неколико престижних домаћих награда.
Студију о феномену умирања Кореографија мориенди објавио је 2016. године , а биографију Самјуела Бекета – Бекет: човек и дело 2019. године . Исте године, драма Срне без пушке ушла је у најужи избор за Стеријину награду за најбољи драмски текст. Збирку Ја свако (и друге песне) објавио је 2022 године, a 2024. године изашао му је роман Лутам сад мртав светом који је ушао у најужи избор за НИН-ову награду и награду „Београдски победник” и добио награду Града Београда 2024. за књижевност.

## Преводи
Са енглеског је превео дела двадесетак аутора, између осталих Месечину и друге драме Харолда Пинтера (2005), позоришне комаде Сема Шепарда, Олбија, Мамета, Артура Копита и др., Тамни лавиринт Лоренса Дарела (2007), Џојсове, Бекетове, Карверове и Макјуанове приповетке, Диланову поему Мучко убиство.

## Преводи играни у позоришту (избор)
- Убица, Ентони Шефер - режија Ања Суша, Београдско драмско позориште, 1998[51].
- Време забаве, Харолд Пинтер - режија Едуард Милер, Црногорско народно позориште, 2000.
- Амерички бафало, Дејвид Мамет – режија Владимир Јефтовић, Театар Култ, Београд, 2006.[52]
- Пут за нирвану, Артур Копит - режија Ива Милошевић, Атеље 212, 2004.[53]
- Папирнати Пинтер, режија Марко Костић, уметнички директор Наташа Миловић, Сцена Царина, 2011[54] (Харолд Пинтер - Станица Викторија, Још једно пред одлазак, Горштачки језик, Гласови породице)
- Брачна игра, Едвард Олби - режија Ивана Ђилас, Атеље 212 - Театар у подруму (1998); режија Драган Николић, Културни центар Инђија, 2015[55]; режија Давид Алић, Позориште „Тоша Јовановић“, Зрењанин, 2022[56].
- Вртешка[57], Артур Шницлер - режија Даријан Михајловић, Позориште „Бошко Буха“, 2019.
- Гласови породице, Харолд Пинтер - режија Александар Јовановић, Радио-телевизија Црне Горе, 2020.

## Филм
Аутор је документарног филма Срби дочекују бомбардовање (1999).

## Речници
Аутор је Енглеско–српског речника фраза и идиома (1994), Речника англо–америчког сленга (1997), Речника савременог београдског жаргона (2002) са Наташом Герзић  и Речника српског жаргона (2012)  - „Огромна, разноврсна и добро изабрана грађа одакле жаргонизми потичу, њихов број и шароликост жаргонских група (војнички, политички, наркомански, стручни итд.), из којих су жаргонски изрази изабрани. као и добро језичко осећање и компетенција аутора, условили су да се без устезања може рећи да је ово најбољи и најпоузданији речник актуелног, и не само актуелног, српског жаргона (и колоквијалног језика уопште).” - Проф. др Александар Милановић, Београд, 20. јун 2011.

## Монографије
Приредио је монографије свог брата Душана Герзића Gera – I, Myself and Others (2003) и Герин скицен-блок (2013), као и  и монографије Сања Рудић (2011) и Суперстарс – манијачки водич кроз Фектори Ендија Ворхола и Велвет Андерграунд (2003).

## Антологије
Приређивач је (са Аријаном Божовић) антологије светске приче Куле, градови – Мајстори кратке прозе: од Гогоља до Фостера Воласа (2013). 

## Номинације и награде
Герзић је добитник награде Матице српске „Лаза Костић” 2006. године – за превод (2005): Месечина и друге драме, Харолда Пинтера и добитник Награде Града Београда „Деспот Стефан Лазаревић” (2024) за целокупно дело и роман Лутам сад мртав светом.
Његовe књиге нашле су се у најужим изборима за престижне награде:
- Збирка приповедака Један живот какав јесте[14][15][16] – најужи избор за награду „Биљана Јовановић[74]“ (2013) и шири избор за награду „Меша Селимовић“ (2013);
- Збирка приповедака Последње ствари[17] – најужи избор за „Андрићеву награду“[75] (2015) и награду „Биљана Јовановић“ (2015) и ужи избор за награду „Исидора Секулић“[76] (2015);
- Збирка приповедака Прича. Љубав[22][23][77][78] – на листи 10 најбољих књига у 2016. години по избору књижевних критичара Културног додатка Политике;
- Драма Срне без пушке [35]– најужи избор за Стеријину награду 2019/2020.
- Биографија Бекет: човек и дело[28][29][30][31][32][33] – најужи избор за Виталову награду 2020[79] и Награду Дома културе Студентски град за најбољу нефикцијску књигу у 2020[80].
- Збирка песама Ја свако[36][37][38][39][40]– шири избор за награду „Биљана Јовановић“ 2022
- Роман Лутам сад мртав светом[41]  – најужи избор за НИН-ову награду[42][43][44] и награду „Београдски победник”[45][46].

## Други о Герзићу и његовим књигама
„Приче Боривоја Герзића нису увек лако разумљиве и приступачне, али је, чак и у пасажима који траже додатну пажњу, јасна њихова иновативност на пољу језика, стила, форме, карактеризације и организације текста.“ Драган Бабић, Поља
„Герзић је одличан стилиста, подстакнут и надахнут филмским начином нарације, па се многе његове странице опажају као филмови препуни кратких кадрова, монтираних брзим темпом, често те реченице имају реч-две. Његов књижевни израз је суманут, фуриозан, снажан, виртуозан, сав некако израњављен, пун бола, пун страсти, никад мизантропски, пун љубави према људима, па и онда кад су јадни и без икаквих видика, па и онда када умиру.“ Данко Стојић, Књижевне новине бр. 1212-1213, април-мај 2013.
„Бора Герзић је отац српског андерграунд и рокенрол издаваштва. После Машићевих 'Независних издања', Борин 'Истар' (1987) био је најстарија приватна издавачка кућа код нас, а он сам је аутор драгоцених пионирских речника енглеског сленга и фраза и идиома, као и речника београдског жаргона. Са енглеског је превео десетак књига и драма. Као писац, објавио је три збирке изванредних приповедака које неоправдано још нису признате као прворазредна српска модерна литература. Вероватно зато што Бора Герзић упорно инсистира да је он сам, и све што ради – последња одбрана праве урбане маргине. Врло запажено водио је и књижару и галерију Маћадо у Крунској улици, која је врло брзо постала и 'miting point' независних млађих култ и рок стваралаца.“ Мирјана Бобић Мојсиловић, МТС Клуб, 2006.
„Много више књига је превео него што их је написао, и зато књижевни кругови препознају Боривоја Герзића пре свега као преводиоца. Међутим, Герзић је један од наших најбољих савремених писаца прича, и време је да у домаћој књижевности добије место које заслужује. Његов стил је сасвим особен, модеран и обогаћен великим познавањем сопственог језика и светске литературе. Неминовно ћете се заљубити у ове приче, јер су дубоке, слободне и сензуалне.”Јелена Ленголд, јул 2014. (из приказа збирке прича Последње ствари).
"Лутам сад мртав светом један јунак вам пева на вечну радост и вечну муку. Роман помахниталог језика и преливајућег срца, роман крика и тишине роман о почетку, непочетку, крају, некрају, преплитању, очају и екстази. Роман о смрти и жудњи, бесмислу и небу, без страха и лажи. Роман преживелог неживелог мушкарца, човека, великог човека који прометејски витла ватром истине и спознаје. Тај исти се часом преметне у набрекли уд. Онда он каже, Господе, зашто си ме оставио. Ето га опет, тужни витез иде ливадом. Да би постао бог мораш да склопиш очи каже он. А ја кажем велика ствар је написана, спознајна, смислена, разиграна у меланхолији безданој стрмоглава, мудра до неба, невина. Написао многолики човек писац. Напокон." Милена Марковић
„Боривој Герзић (1959) један је од најоригиналнијих, најсвестранијих, а истовремено и најсамозатајнијих савремених српских књижевних стваралаца. Герзић је и приповедач и романсијер и песник и преводилац и антологичар и лексикограф, али и аутор жанровски неодредивих и апартних књига. У свему што пише, огледа се једна осебујна поетика, као и висока писменост. Истовремено, ако на нашој сцени постоји писац чија је биографија „америчка“, невезана за академију, институте и синекуре, онда је то управо Герзић.
Његов роман Лутам сад мртав светом (Ренде, 2024) обележио је романескну годину у српској књижевности, а унутар Герзићеве широке библиографије намеће се као она књига у којој се састају скоро све његове „литарарне силнице“. Његова проза густа и лирска, налик понешто на Бекетову, неоптерећена је актуелним књижевним модама. Питања која Герзић у свом роману отвара су филозофска и метафизичка.
Око овог романа створио се консензус практично свих виђенијих књижевних жирија у овој сезони. Награда „Деспот Стефан Лазаревић“ додељује се у истој категорији за све књижевне жанрове, као и за преводе. Међу пријављеним насловима из прошлогодишње продукције, Герзићев се убедљиво наметнуо као најбољи. Такође, мада се награда по пропозицијама додељује за конкретну књигу, у досадашњој пракси, увек се у обзир узимао целокупан опус. Гледано из било које перспективе, Герзић као лауреат чини част овој награди и с разлогом се уписује у часну колону њених претходних добитника.” Мухарем Баздуљ (из образложења жирија за доделу Награде Града Београда „Деспот Стефан Лазаревић“ за књижевност 2024). 